# リチャード・ボング
リチャード・アイラ・ボング（英語: Richard Ira Bong, 1920年9月24日 - 1945年8月6日）はアメリカ合衆国の陸軍（陸軍航空軍）軍人。最終階級は陸軍少佐。
愛称は「ディック (Dick)」。アメリカ全軍において第1位となる、撃墜数40機を誇るエース・パイロット。名誉勲章受勲者。愛機は機首に婚約者の写真を大きく引き伸ばして貼ったP-38J-15-LO ライトニング42-103993号機、“マージ号”。

## 経歴
ウィスコンシン州ポプラで生まれ、高校卒業後は教師になるために州立高等師範学校に通っていたが、19歳の時に第二次世界大戦が勃発。その後戦闘機パイロットになるために1941年5月に陸軍航空隊（陸軍航空軍）へ入隊。1942年10月から南西太平洋戦線に配属された。
格闘戦には不向きなP-38で日本軍機を相手に戦い、1944年4月、第一次世界大戦中にエディー・リッケンバッカーが記録した26機を上回ってアメリカ軍全軍を通じてのトップ・エースとなる。
P-38の火力が日本軍の戦闘機より勝っているのを利用した正面攻撃を得意とし、40機撃墜のうち少なくとも16機を正面攻撃で撃墜した。
1944年12月に名誉勲章を受章した後は本国勤務に回され、婚約者と結婚して広報活動と新型ジェット戦闘機P-80 シューティングスターのテスト・パイロットを務めていたが、1945年8月6日、P-80の離陸直後の墜落事故で死亡した。

## 逸話
- 普段地上にいる際は控えめな性格で、あまり目立たない存在だったが、空戦の際、日本機を撃墜した後の無線報告は激烈な罵声交じりで、周囲のものを驚かせたという[4]。
- サンフランシスコのゴールデン・ゲート・ブリッジの下を僚機とともにP-38で超低空飛行し、通行人や車などから多数の苦情を受け、第4航空軍司令官ジョージ・ケニー中将から厳しく注意された[4]。